# Ерг (јединица)
Ерг је јединица енергије и механичког рада у центиметар-грам-секунд (ЦГС) систему јединица, која се означава симболом „erg“. Име је изведено из грчке речи ергон, што значи „рад“.
Ерг је јединица рада који начини сила од једне дине, испољена удж једног центиметра. У ЦГС базним јединицама, то је једнако једном грам центиметру на квадрат по секунду на квадрат (g·cm²/s²). То је једнако 10−7 џула или 100 наноџула (nJ) у јединицама СИ система.
1  = 10−7  = 100 nJ
1  = 624,15 GeV = 6,2415 ×1011 
1  = 1 dyne cm = 1 g·cm²/s²